# Дендропарк Маяцкого лесничества
Дендропарк Маяцкого лесничества — парк, памятник садово-паркового искусства. Находится в Краматорском районе Донецкой области. Статус памятника садово-паркового искусства присвоен решением облисполкома № 310 21 июня 1972 года. Площадь — 1,5 га. С дендропарком работает Маяцкое лесничество.
В 1957 году парк был заложен лесничим Савченко И.М. и его помощником Кухаренко В.П. В парке сформированы живописные композиции и уголки отдыха из древесно-кустарниковых насаждений. В пределах парка также расположены скульптуры, миниатюры и декоративные архитектурные сооружения.
В дендропарке произрастает более 20 пород редких деревьев: гледичия, катальпа обыкновенная, церцис европейский. Деревья представляют флору разных регионов мира Америки, Дальнего Востока, Кавказа, Крыма, Малой Азии и Средиземноморья.
С 1997 года дендропарк Маяцкого лесничества входит в состав Национального природного парка Святые горы.